# Мечеть Чобания
Мечеть Чобания (босн. Džamija Čobanija) — мечеть в Сараево, Босния и Герцеговина.

## История
Мечеть Чобания построена до 1565 года. Здание достаточно большое по площади, имеется каменный минарет. На стенах вокруг минарета выгравирована поэма на турецком языке. Рядом с мечетью находится кладбище, которое считается является последним пристанищем мецената Чобана-Хасана.
В 2007 году было одобрено предложение о внесении мечети в список национальных памятников Боснии и Герцеговины.